# استین هوولند
استین هوولند (انگلیسی: Stine Hovland؛ زادهٔ ۳۱ ژانویهٔ ۱۹۹۱) بازیکن فوتبال اهل نروژ است.
از باشگاه‌هایی که در آن بازی کرده‌است می‌توان به باشگاه فوتبال زنان آ.ث. میلان اشاره کرد.
وی همچنین در تیم ملی فوتبال زنان نروژ بازی کرده‌است.